# Memoriał Edwarda Jancarza
Memoriał Edwarda Jancarza – turniej żużlowy poświęcony pamięci tragicznie zmarłego żużlowca Edwarda Jancarza. Zawody organizowane są przez Stal Gorzów Wielkopolski – z przerwami, od 1992 roku.

## Lista zwycięzców
| Edycja | Rok           | 1. miejsce                                            | 2. miejsce                                                                     | 3. miejsce                                      |
| ------ | ------------- | ----------------------------------------------------- | ------------------------------------------------------------------------------ | ----------------------------------------------- |
| 1      | 1992 → wyniki | Hans Nielsen Motor Lublin                             | Jarosław Szymkowiak ZKŻ Zielona Góra                                           | Bohumil Brhel Stal Gorzów Wielkopolski          |
| 2      | 1993 → wyniki | Gary Havelock Stal Gorzów Wielkopolski                | Piotr Świst Stal Gorzów Wielkopolski                                           | Antonín Kasper Start Gniezno                    |
| 3      | 1994 → wyniki | Joe Screen Włókniarz Częstochowa                      | Greg Hancock Unia Leszno                                                       | Billy Hamill Stal Gorzów Wielkopolski           |
| 4      | 1996 → wyniki | Leigh Adams Unia Leszno                               | Tony Rickardsson Unia Tarnów                                                   | Marek Hućko Stal Gorzów Wielkopolski            |
| 5      | 1997 → wyniki | Hans Nielsen Polonia Piła                             | Tony Rickardsson Stal Gorzów Wielkopolski                                      | Sławomir Drabik Włókniarz Częstochowa           |
| 6      | 1998 → wyniki | Tomasz Gollob Polonia Bydgoszcz                       | Roman Jankowski Unia Leszno                                                    | Leigh Adams Unia Leszno                         |
| 7      | 1999 → wyniki | Tomasz Gollob Polonia Bydgoszcz                       | Robert Sawina Start Gniezno                                                    | Hans Nielsen Polonia Piła                       |
| 8      | 2001 → wyniki | Rune Holta Włókniarz Częstochowa                      | Andreas Jonsson KS Toruń                                                       | Robert Sawina WTS Wrocław                       |
| 9      | 2005 → wyniki | Jason Crump KS Toruń                                  | Rune Holta Włókniarz Częstochowa                                               | Leigh Adams Unia Leszno                         |
| 10     | 2007 → wyniki | Jason Crump WTS Wrocław                               | Chris Harris RKM Rybnik                                                        | Leigh Adams Unia Leszno                         |
| 11     | 2008 → wyniki | Jason Crump WTS Wrocław                               | Nicki Pedersen Włókniarz Częstochowa                                           | Krzysztof Kasprzak Unia Leszno                  |
| 12     | 2009 → wyniki | Stal Gorzów Wielkopolski Rune Holta Tomas H. Jonasson | Włókniarz Częstochowa / Stal Gorzów Wielkopolski Nicki Pedersen Paweł Zmarzlik | Unia Leszno Jarosław Hampel Przemysław Pawlicki |
| 13     | 2016 → wyniki | Patryk Dudek ZKŻ Zielona Góra                         | Bartosz Zmarzlik Stal Gorzów Wielkopolski                                      | Matej Žagar Stal Gorzów Wielkopolski            |
| 14     | 2017 → wyniki | Patryk Dudek ZKŻ Zielona Góra                         | Nicki Pedersen Unia Leszno                                                     | Przemysław Pawlicki Stal Gorzów Wielkopolski    |
| 15     | 2018 → wyniki | Bartosz Zmarzlik Stal Gorzów Wielkopolski             | Patryk Dudek ZKŻ Zielona Góra                                                  | Szymon Woźniak Stal Gorzów Wielkopolski         |
| 16     | 2019 → wyniki | Przemysław Pawlicki GKM Grudziądz                     | Bartosz Zmarzlik Stal Gorzów Wielkopolski                                      | Kacper Woryna ROW Rybnik                        |
| 17     | 2021 → wyniki | Wadim Tarasienko Polonia Bydgoszcz                    | Dominik Kubera Speedway Lublin                                                 | Rohan Tungate Unia Tarnów                       |
| 18     | 2024 → wyniki | Bartosz Zmarzlik Speedway Lublin                      | Kacper Woryna Włókniarz Częstochowa                                            | Piotr Pawlicki ZKŻ Zielona Góra                 |